# 加曲莫寺
加曲莫寺，位于西藏自治区日喀则地区定日县岗嘎镇查孜村，是一座藏传佛教寺院。

## 简介
加曲莫寺是位于西藏自治区日喀则地区定日县岗嘎镇查孜村的一座藏传佛教寺院。查孜村位于岗嘎镇政府驻地西北，加曲莫寺的具体位置在查孜村的北偏西方向。查孜村以南是东西走向的318国道。